# Championnat d'Angleterre de football 1906-1907
Navigation
Édition précédente Édition suivante
La 19e édition du championnat d'Angleterre de football est remportée par Newcastle United. C’est le deuxième titre du club de la métropole du nord de l’Angleterre.
Le championnat est marqué par l’arrivée pour la première fois dans l’élite d’un club qui devient un des poids lourds du football européen, Manchester United. Le club avait déjà été présent en première division, mais sous le nom de « Newton Heath », mais jamais sous sa forme définitive.
Bristol City manque de peu de refaire l’exploit réalisé la saison précédente par Liverpool, remporter le titre de champion dès sa première saison dans l’élite. Bristol termine à une très belle deuxième place à 3 points du vainqueur Newcastle United.
Le système de promotion/relégation reste en place: descente et montée automatique, sans matchs de barrage pour les deux derniers de première division et les deux premiers de deuxième division.
Alexander Young, joueur écossais d’Everton, avec  28 buts, termine meilleur buteur du championnat. 

## Les clubs de l'édition 1906-1907
| Club                                 | Ville               |
| ------------------------------------ | ------------------- |
| Aston Villa Football Club            | Birmingham          |
| Birmingham City Football Club        | Birmingham          |
| Blackburn Rovers Football Club       | Blackburn           |
| Bolton Wanderers Football Club       | Bolton              |
| Bristol City Football Club           | Bristol             |
| Bury Football Club                   | Bury                |
| Derby County Football Club           | Derby               |
| Everton Football Club                | Liverpool           |
| Liverpool Football Club              | Liverpool           |
| Manchester City Football Club        | Manchester          |
| Manchester United Football Club      | Manchester          |
| Middlesbrough Football Club          | Middlesbrough       |
| Newcastle United Football Club       | Newcastle upon Tyne |
| Notts County Football Club           | Nottingham          |
| Preston North End Football Club      | Preston             |
| Sheffield United Football Club       | Sheffield           |
| Stoke City Football Club             | Stoke-on-Trent      |
| Sunderland Association Football Club | Sunderland          |
| The Wednesday                        | Sheffield           |
| Woolwich Arsenal                     | Londres             |

## Classement
| Rang | Équipe            | Pts | J  | G  | N  | P  | Bp | Bc | Diff |
| ---- | ----------------- | --- | -- | -- | -- | -- | -- | -- | ---- |
| 1    | Newcastle United  | 51  | 38 | 22 | 7  | 9  | 74 | 46 | +28  |
| 2    | Bristol City      | 48  | 38 | 20 | 8  | 10 | 66 | 47 | +19  |
| 3    | Everton           | 45  | 38 | 20 | 5  | 13 | 70 | 46 | +24  |
| 4    | Sheffield United  | 45  | 38 | 17 | 11 | 10 | 57 | 55 | +2   |
| 5    | Aston Villa       | 44  | 38 | 19 | 6  | 13 | 78 | 52 | +26  |
| 6    | Bolton Wanderers  | 44  | 38 | 18 | 8  | 12 | 59 | 47 | +12  |
| 7    | Woolwich Arsenal  | 44  | 38 | 20 | 4  | 14 | 66 | 59 | +7   |
| 8    | Manchester United | 42  | 38 | 17 | 8  | 13 | 53 | 56 | -3   |
| 9    | Birmingham City   | 38  | 38 | 15 | 8  | 15 | 52 | 52 | 0    |
| 10   | Sunderland        | 37  | 38 | 14 | 9  | 15 | 65 | 66 | -1   |
| 11   | Middlesbrough     | 36  | 38 | 15 | 6  | 17 | 56 | 63 | -7   |
| 12   | Blackburn Rovers  | 35  | 38 | 14 | 7  | 17 | 56 | 59 | -3   |
| 13   | The Wednesday     | 35  | 38 | 12 | 11 | 15 | 49 | 60 | -11  |
| 14   | Preston North End | 35  | 38 | 14 | 7  | 17 | 44 | 57 | -13  |
| 15   | Liverpool         | 33  | 38 | 13 | 7  | 18 | 64 | 65 | -1   |
| 16   | Bury              | 32  | 38 | 13 | 6  | 19 | 58 | 68 | -10  |
| 17   | Manchester City   | 32  | 38 | 10 | 12 | 16 | 53 | 77 | -24  |
| 18   | Notts County      | 31  | 38 | 8  | 15 | 15 | 46 | 50 | -4   |
| 19   | Derby County      | 27  | 38 | 9  | 9  | 20 | 41 | 59 | -18  |
| 20   | Stoke City        | 26  | 38 | 8  | 10 | 20 | 41 | 64 | -23  |

|  | Champion d'Angleterre |
|  | Relégation            |

### Meilleur buteur
- Alexander Young,  Everton,  28 buts

## Bilan de la saison
| Tableau d'Honneur                    |                  |
| Compétition                          | Vainqueur        |
| Championnat d'Angleterre de football | Newcastle United |
| Coupe d'Angleterre de football       | The Wednesday    |

| Promotions et relégations |                           |
| Promus                    | Nottingham Forest Chelsea |
| Relégués                  | Derby County Stoke City   |

## Sources
- Classement sur rsssf.com